# Vesterlid
Vesterlid är ett föreningshus på Houtskär, Finland. Huset som byggdes åren 1919–1922 ägs och används av Houtskärs Ungdomsförening r.f och det ligger i Åbo skärgård. På 1970-talet revs husets södra fasad för att ge plats för kök, innetoaletter och tambur. Olika fester, kurser och evenemang anordnas i Vesterlid. Dessutom visar Bio Sydväst film i huset.

## Historia
Houtskärs Ungdomsförening, som förr hette Hembygdens Vänner, köpte tomten på Ravels hemman i Näsby år 1907. På platsen stod då ett annat hus som var inrett som butik, bageri och skomakeri. Det huset var olämpligt för föreningens verksamhet och revs senare.